# Tim Braem
Tim Braem, né le 13 février 2006 à Venlo aux Pays-Bas, est un footballeur néerlandais qui évolue au poste de milieu défensif au VVV Venlo.

## Biographie

### En club
Né à Venlo aux Pays-Bas, Tim Braem est formé par le VVV Venlo. En juillet 2024, il est définitivement intégré à l'équipe première du club.
Il fait ses débuts en professionnel le 10 août 2024 contre l'ADO La Haye, lors de la première journée de la saison 2024-2025 d'Eerste Divisie. Il est directement titularisé lors de ce match où les deux équipes se neutralisent (1-1 score final).

### En sélection
Il est sélectionné avec l'équipe des Pays-Bas des moins de 19 ans pour participer au championnat d'Europe en 2025. Les Pays-Bas se qualifient ensuite pour la finale du tournoi en battant la Roumanie par trois buts à un,.

## Vie privée
Tim Braem est le fils de Geert Braem, ancien footballeur ayant notamment joué pour le VVV Venlo.

## Palmarès
Pays-Bas -19 ans